# Gil Fernandes de Carvalho
Gil Fernandes de Carvalho foi um nobre e militar português.

## Biografia
D. Frei Gil Fernandes de Carvalho era filho de Fernando ou Fernão Gomes de Carvalho, Cavaleiro e Fidalgo da Casa Real, 1.º Senhor do Morgado de Carvalho, Fidalgo partidário do Infante D. Afonso contra seu pai D. Dinis I de Portugal, que morreu em 1324 num recontro em Santarém contra o Rei, e de sua mulher Mor Rodrigues da Fonseca, que, como Mor Rodrigues, «m.er q foi de Fernão Gomes de Carvalho», consta entre os infanções e Infançoas na lista de 1339 dos Padroeiros do Mosteiro de Mancelos.
2.º Senhor do Morgado de Carvalho.
Foi 7.º Mestre da Ordem de Santiago antes de 1355.
D. Fernando I de Portugal fez-lhe mercê do Castelo de Mértola.
Teve dois filhos sacrílegos de Maria do Bairro, mulher solteira: 
- Álvaro Gil de Carvalho, legitimado por D. Pedro I de Portugal com todos os direitos e honras de Fidalgo, por Carta de 12 de Setembro de 1359, como filho de Maria do Bairro, mulher solteira, e de D. Gil Fernandes de Carvalho, Mestre da Ordem de Santiago, e ao qual D. Fernando I doou os direitos reais de Castelo de Vide como seu 1.º Senhor, casado com Teresa Vasques Botelho, com geração; a 19 de Janeiro de 1396 D. João I de Portugal doou a Diogo Botelho, seu criado, para si e seus sucessores, todos os bens móveis e de raiz que no reino tinha Teresa Vasques Botelho, filha de Martim Afonso Botelho e mulher de Álvaro Gil de Carvalho, por ter passado a Castela
- Gonçalo Gil de Carvalho, legitimado por Carta Real de D. Fernando I,[2] solteiro e sem geração